# 小林史明 (陸上選手)
小林 史明（こばやし ふみあき、1974年12月10日 - ）は、日本の陸上競技選手で指導者。男子棒高跳の前日本記録保持者である。ベスト記録は5m71。

## 人物
三重県出身。鈴鹿市立白子中学校時代に全日本中学校陸上競技選手権大会2位に入っている。
三重県立宇治山田商業高等学校時代は、1年時に国民体育大会少年B優勝、3年時にインターハイ5位と、中学に引き続き全国レベルでの活躍を続ける。
日本体育大学に進学し、3年時に日本インカレを制覇しユニバーシアード代表にも選出される。
その後1997年に5m61の日本新記録(当時)をマークする。
1999年に5m62と記録を伸ばすも、同年に横山学が5m63を記録し、日本記録ホルダーの肩書きを奪われる。
2002年に5m71をマークし、再び日本記録保持者に返り咲く。翌年現日本記録保持者の澤野大地が5m75を記録するが、2013年4月現在も小林の記録は澤野に次ぐ日本歴代2位に位置している。
2025年現在、母校の日本体育大学准教授となり、陸上競技部で跳躍ブロックの指導にあたっている。教え子で娘の小林美月は2025年日本陸上競技選手権大会女子棒高跳で優勝している。
1. ↑  “【第109回日本選手権】女子棒高跳　優勝　小林美月（日本体育大・東　京）コメント”. JAAF. 2025年8月12日閲覧。